# دعوة الوحش (فلم)
دعوة الوحش (بالإنجليزية: A Monster Calls) هو فيلم دراما تم إنتاجه في إسبانيا والمملكة المتحدة وصدر في سنة 2016. من بطولة سيغورني ويفر وفيليسيتي جونز وتوبي كيبيل وليام نيسون والطفل لويس ماكدوغال.

## ملخص الفلم
يتحدث الفلم عن قصة فتى صغير يهوى الرسم يعيش مع والدته التي تعاني من مرض السرطان ولا يرى والده كثيرا بسبب عدة ظروف، يحلم في كل ليلة بكابوس مخيف، حتى تغيرت أحداث القصة بظهور وحش كبير في 00:07 من كل ليلة ليحكي له ثلاث قصص فيها نصائح قاسية للفتى الصغير وعليه بعد الانتهاء من سرد قصصه ان يعطيه الطفل قصة رابعة واقعية وهي كابوسه......

## وصلات خارجية
- مقالات تستعمل روابط فنية بلا صلة مع ويكي بيانات